# Solidago arenicola
Solidago arenicola là một loài thực vật có hoa trong họ Cúc. Loài này được B.R.Keener & Kral mô tả khoa học đầu tiên năm 2003.